# Kenneth Gardner
Pour les articles homonymes, voir Gardner.
Kenneth Gardner, appelé aussi Ken Gardner, né le 27 septembre 1949 à Ogden dans l'Utah et mort le 16 mai 2024, est un basketteur américain connu pour avoir joué pour le club français l'AS Berck, avec lequel il remporte le championnat de France en 1973 et 1974.

## Biographie
Kenneth Kay Gardner naît le 27 septembre 1949 à Ogden dans l'Utah.
Drafté par Christian Cornette[réf. nécessaire], il joue pour le club français de l'AS Berck d'août 1972 à juin 1974, avec lequel il remporte le championnat de France en 1973 et 1974 et joue les demi-finales de la Coupe d’Europe des clubs champions où l'AS Berck est éliminé par le Réal de Madrid.
Il rejoint le Nice BC pour la saison 1974-1975 puis, de retour aux États-Unis en 1975, il signe pour les Utah Stars de l'American Basketball Association (ABA),. Au cours de sa carrière française, Gardner est nommé à deux reprises meilleur joueur américain, au cours de laquelle il marque en moyenne 22,8 points par match. Ses 6 012 points en carrière le classent toujours dans le top 100 des buteurs de tous les temps du championnat de France.
Gardner joue pour l'université de l'Utah et se classe parmi les dix premiers pour les points par match et parmi les cinq premiers pour les rebonds par match dans l'histoire de l'école. Gardner est l'une des deux seules sélections faisant l'unanimité dans l'équipe de basket-ball de la Western Athletic Conference en 1971. Gardner fait partie de la 2e équipe de toutes les conférences en tant que junior en 1970. Il est nommé joueur le plus important de la Classique de l'Utah 1970 après avoir enmené les Utes avec 25 points et 20 rebonds lors d'une victoire contre l'Université de Washington lors du match de championnat.
Après sa carrière de basketteur, il est employé de Delta Airlines à Salt Lake City. En 2004, il est victime d'une crise cardiaque et subit cinq pontages coronariens. En 2013, il est transplanté cardiaque. Kenneth Gardner meurt le 16 mai 2024, à l’âge de 74 ans.